# Allerheiligen bei Wildon
Allerheiligen bei Wildon è un comune austriaco di 1 400 abitanti nel distretto di Leibnitz, in Stiria.